# Joan Baptista Peset i Vidal
Joan Baptista Peset i Vidal   (València, 1821 - València, 1885) va ser un metge valencià, estudiós de l'epidemiologia i la història de la medicina. Va pertànyer a la nissaga de metges i científics, que va començar son pare Marià Peset i Martínez de la Raga, i a la que també pertanyen els seus fills Tomàs i Vicent, el seu germà Vicent Peset i Vidal i el seu net, Joan Baptista Peset i Aleixandre.
Després de llicenciar-se en Medicina a la universitat de València amb qualificacions de «nemine discrepant» —«sense que cap discrepe»— el 1842, i durant uns anys va exercir a Motilla del Palancar i Alcántara, fins que al 1862 s'instal·la a València, on va obrir consulta privada. Com a metge va desenvolupar-se en el camp de la medicina interna, i també en la psiquiatria. En aquest àmbit, la seva obra Patologia psicològica (1859), va quedar manuscrita. Entre 1869 i 1875 va ser professor de Clínica Mèdica de la Facultat de Medicina, excepte un curs en què va explicar Medicina Legal, al capdavant de l'Institut Mèdic Valencià.
En l'epidèmia que es va declarar al Villar el 1877 Peset va dirigir la comissió encarregada d'investigar la causa de la malaltia, i en veure la clínica, va sospitar de la malaltia infecciosa zoonòtica coneguda com triquinosi, que es transmet a l'home a l'ingerir de carn de porc parasitada pel nematode Trichinella spiralis. La sospita fou confirmada pel jove estudiant de medicina Pau Colvée, que va aconseguir vore en preparacions microscòpiques realitzades al laboratori de la Universitat de València, aquest paràsit tant als músculs del porc responsable com de les seves víctimes.
Peset no va acceptar en un principi la teoria microbiana, que declarava els microorganismes com a agents infecciosos i causants de dites malalties. Quan Koch anuncià que l'origen del còlera era un microbi, Peset i Vidal al sí de l'Institut Mèdic Valencià ho va refusar en diverses ocasions enfront dels qui com Amalio Gimeno la defenien. Va canviar de parer quan va anar a Tortosa a visitar el laboratori de Jaume Ferran i Clua, amb motiu dels seus experiments per fer un vaccí anticolèric. Canviada l'opinió sobre l'etiologia de les malalties infeccioses, Peset i Vidal va defensar l'eficàcia del vaccí a la pròpia seu de l'Institut Mèdic Valencià.

## Obres destacables
- «Bosquejo de la historia de la medicina de Valencia», 1866
- «Controversia sobre las estadísticas médicas», 1867
- «Memoria biográfico-bibliográfica o crítica acerca de don Andrés Piquer»
- «Topografía médica de Valencia y su zona», 1870
- «Tratado de psicología patológica»